# Procédure d'adhésion de la Lituanie à l'Union européenne

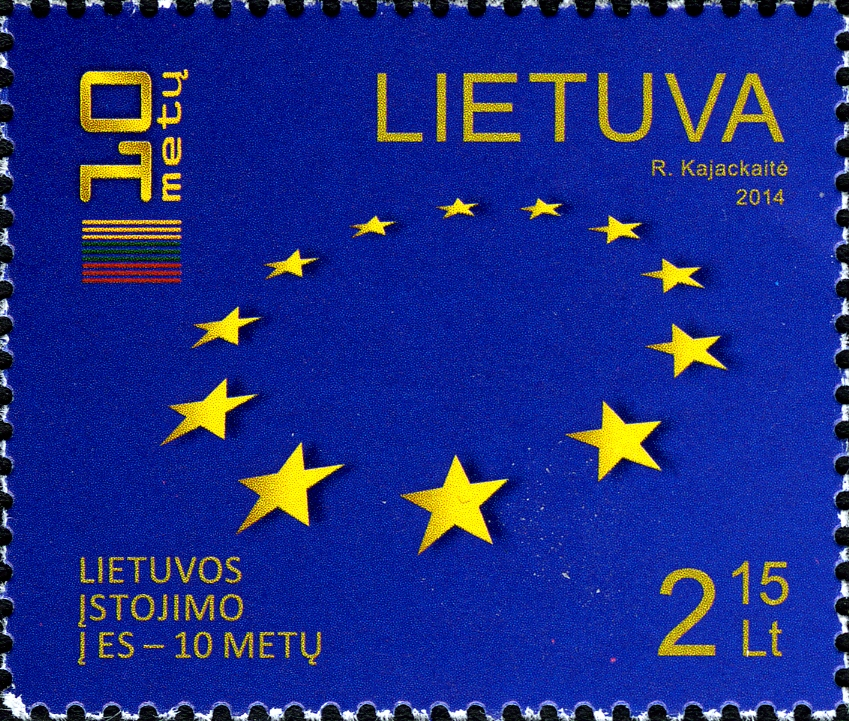
Timbre célébrant l'adhésion lituanienne.

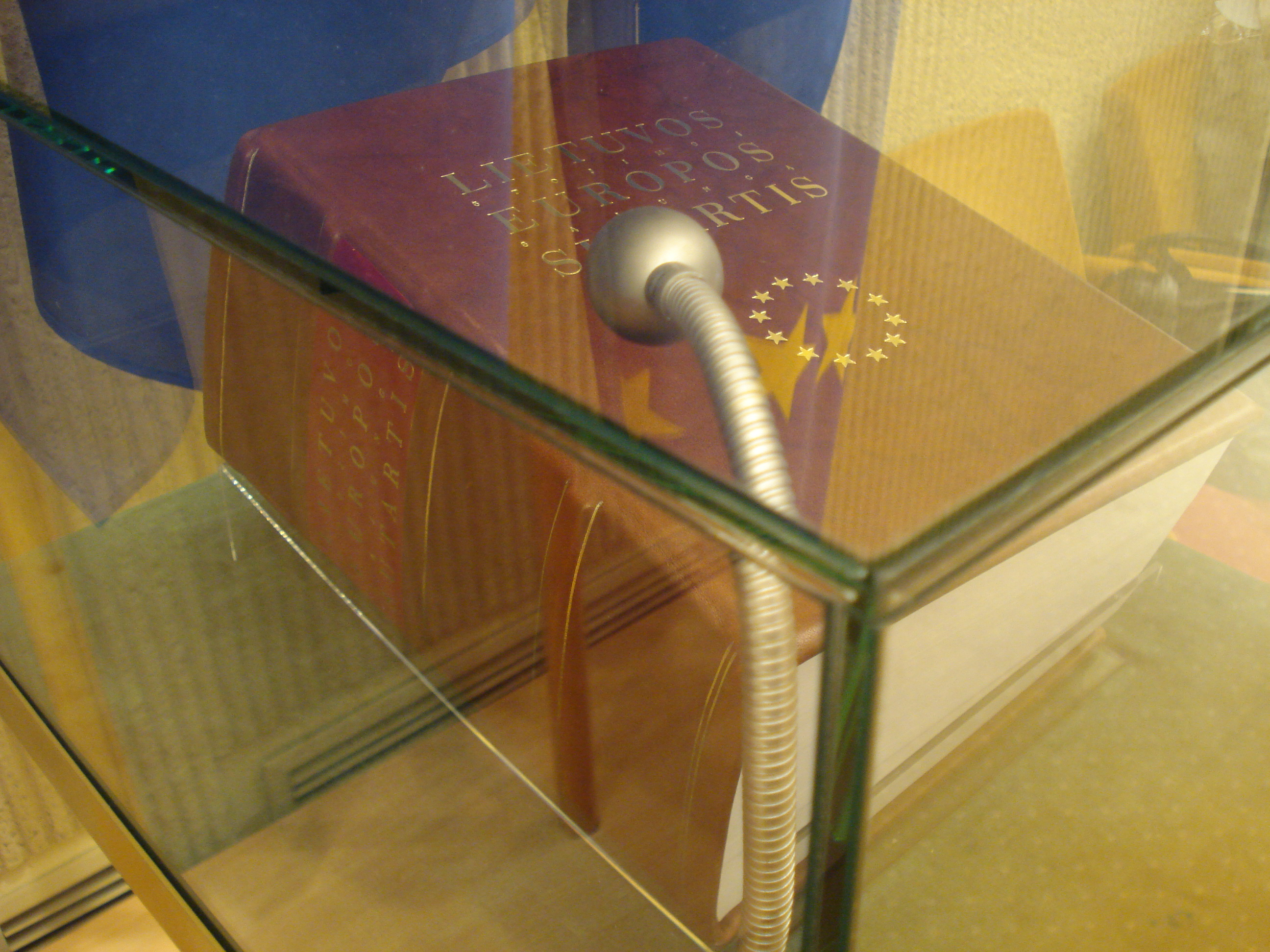
Traité d'adhésion de la République de Lituanie à l'Union européenne.

La procédure d'adhésion de la Lituanie à l'Union européenne est la procédure qui a permis à la Lituanie de rejoindre l'Union européenne le 1er mai 2004. L'Union européenne s'est ainsi élargie à 25 États, la Lituanie étant entrée en même temps que 9 autres États.